# Carl Otto Silfverschiöld

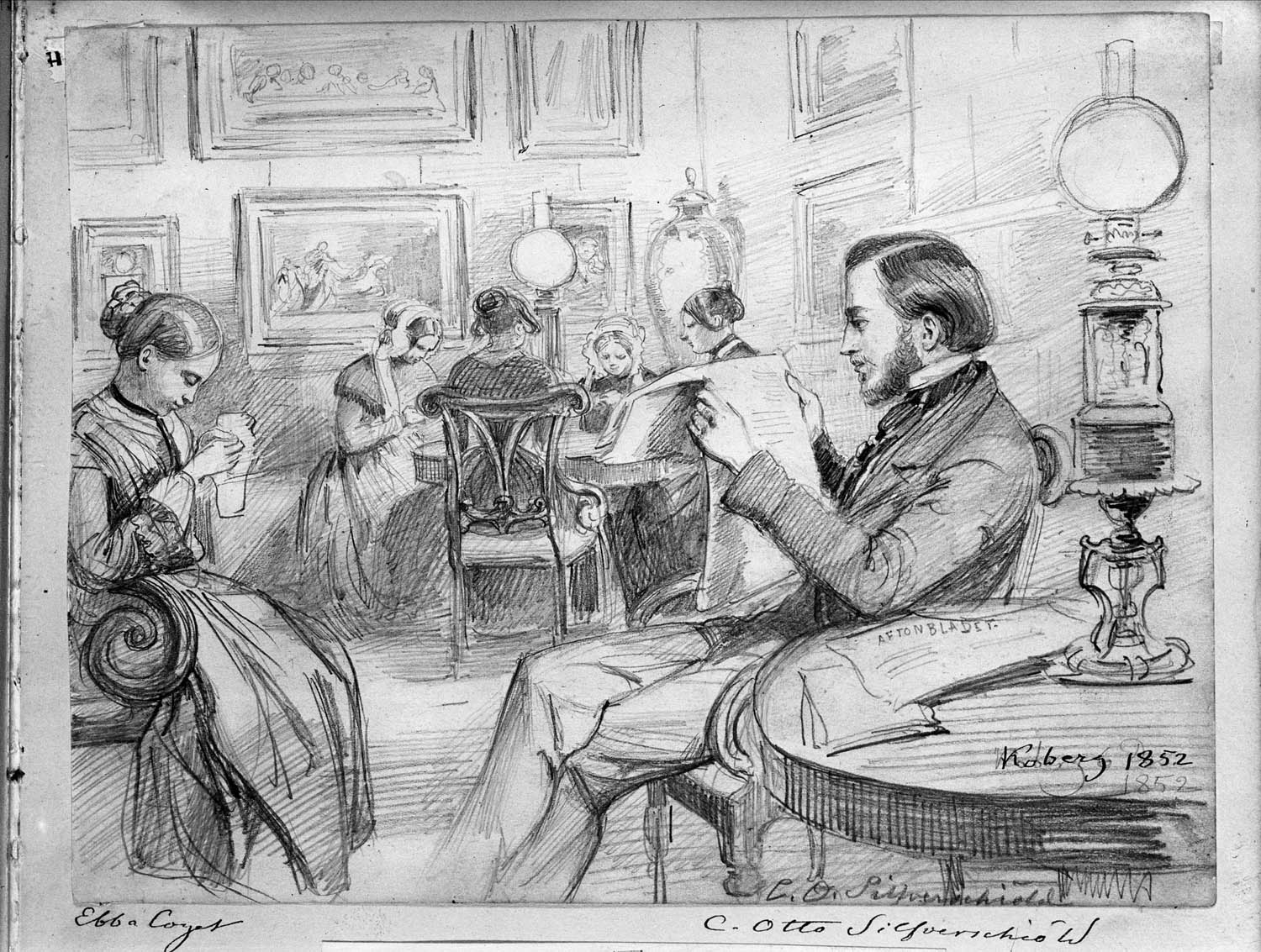
Teckning med Carl Otto Silfverschiöld på Kobergs slott, ritad av Fritz von Dardel.

Carl Otto Silfverschiöld, född 3 november 1827 i Alingsås, död 21 maj 1879 i Göteborg, var en svensk friherre, kabinettskammarherre och riksdagsman. 

## Biografi
Silfverschiöld var son till friherre Nils August Silfverschiöld och friherrinnan Sofia Charlotta Ramel, och yngre halvbror till Nils August Silfverschiöld från vilken han ärvde Kobergs slott.
Silfverschiöld var underlöjtnant vid Skånska dragonregementet 1845 varifrån han tog avsked 1855. Han var ledamot av riksdagens första kammare 1868–1872, invald i Hallands läns valkrets. 
Carl Otto Silfverschiöld var gift två gånger, första gången med Ulrika von Platen och andra med Christina von Meijerhelm. Han var i sitt andra äktenskap far till Otto Silfverschiöld, som är stamfar för den nu levande friherrliga ätten.